# Auverland A4
Autoland A4 – terenowy samochód osobowy produkowany przez francuską firmę Auverland.
Samochód ten był superdługą wersją modelu A3.
Na rynek cywilny samochody te były dostępne w wersjach:
- 5-osobowe, czterodrzwiowe kombi
- 5-osobowy furgon double cab z otwartą kabiną
- czterodrzwiowe kombi z poliestrowym nadwioziem

Ponadto model ten produkowano jako wozy policyjne, strażackie, ratownicze i pomocy drogowej.

## Parametry techniczne
- kąt natarcia: 35°